# Mularpabäckens dalgång
Mularpabäckens dalgång este o arie protejată (arie specială de conservare — SAC, sit de importanță comunitară — SCI) din Suedia întinsă pe o suprafață de 17,1 ha, integral pe uscat.

## Localizare
Centrul sitului Mularpabäckens dalgång este situat la coordonatele 58°10′03″N 13°43′22″E / 58.1674°N 13.7228°E.

## Înființare
Situl Mularpabäckens dalgång a fost declarat sit de importanță comunitară în ianuarie 1997 pentru a proteja 1 specie de animale. Situl a fost protejat și ca arie specială de conservare în martie 2011.

## Biodiversitate
Situată în ecoregiunea boreală, aria protejată conține 4 habitate naturale: Izvoare petrifiante cu formare de travertin (Cratoneurion), Mlaștini alcaline, Păduri pe pante, grohotișuri și ravene de Tilio-Acerion, Păduri de stejar sau de stejar și carpen sub-atlantice și medio-europene de Carpinion betuli.
La baza desemnării sitului se află o specie protejată de  nevertebrate: Vertigo geyeri